# Barlaão e Josafá
Barlaão e Josafá são mártires e santos cristãos, cuja vida foi baseada na história de Sidarta Gautama.

## Lenda

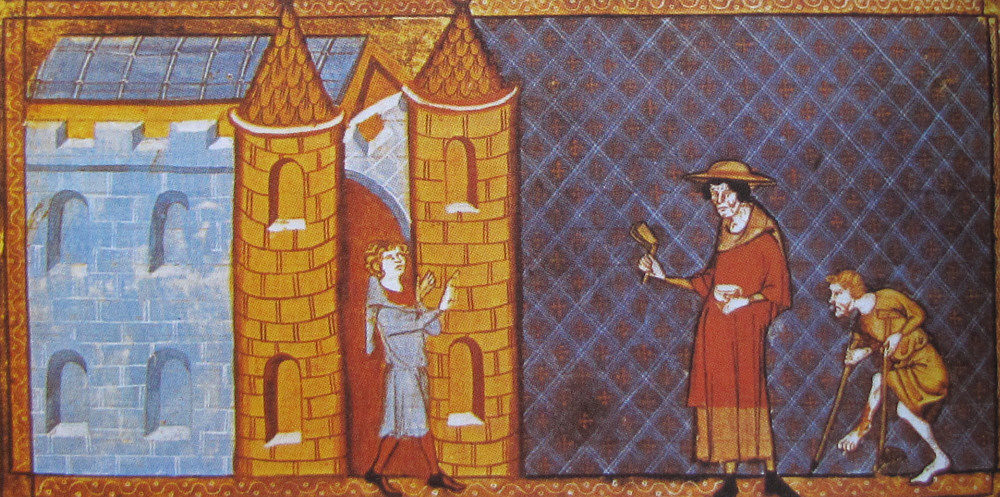
Imagens de Manuscritos mostrando Barlaão

A primeira versão da história aparece no sutra sânscrito Lalila-Vistara, texto budista maaiana que conta a história da vida de Sidarta Gautama Buda. Foi traduzida para o árabe em primeiro lugar, como o Livro de Bilahwar e Budasaf ("Boddhisattva"), na Bagdá do século VIII. Em seguida, passou para manuscritos cristãos Georgianos, como a história de Balavariani, antes de ser traduzida para o grego medieval por Eutímio de Athos, e finalmente para o latim e outras línguas ocidentais, como lenda de Barlaão e Josafá. Houve também uma versão grega que consta entre as obras de São João Damasceno na Patrologia Grega de Migne, apesar de não ter sido escrita por ele.

### Enredo
Segundo a lenda, o rei Abenner ou Avenier na Índia perseguia em seu reino os cristãos de São Tomé. Quando os astrólogos previram que seu próprio filho algum dia se tornaria cristão, Abenner isolou do mundo o jovem príncipe Josafá. Apesar do aprisionamento, Josafá conheceu o eremita Barlaão e se converteu ao cristianismo, mantendo firmemente sua fé mesmo diante da ira e persuasão de seu pai. Por fim, Abenner converteu-se, entregou seu trono a Josafá e retirou-se para o deserto para se tornar um eremita. O próprio Josafá depois abdicou do trono, entrando em reclusão com seu antigo mestre Barlaão.